# Saison 2016 de l'équipe cycliste Bardiani CSF
La saison 2016 de l'équipe cycliste Bardiani CSF est la trente-cinquième de cette équipe.

## Préparation de la saison 2016

### Arrivées et départs
| Arrivées       | Équipe 2015                   |
| -------------- | ----------------------------- |
| Giulio Ciccone | Colpack                       |
| Mirco Maestri  | General Store Bottoli Zardini |
| Lorenzo Rota   | Unieuro Wilier                |
| Simone Velasco | Zalf Euromobil Désirée Fior   |

| Départs          | Équipe 2016    |
| ---------------- | -------------- |
| Enrico Battaglin | Lotto NL-Jumbo |
| Andrea Manfredi  | ?              |
| Andrea Piechele  | ?              |

## Coureurs et encadrement technique

### Effectif
| Cycliste                   | Date de naissance  | Nationalité | Équipe 2015                   |  |
| -------------------------- | ------------------ | ----------- | ----------------------------- |  |
| Simone Andreetta           | 30 août 1993       | Italie      | Bardiani CSF                  |  |
| Enrico Barbin              | 4 mars 1990        | Italie      | Bardiani CSF                  |  |
| Nicola Boem                | 27 septembre 1989  | Italie      | Bardiani CSF                  |  |
| Francesco Manuel Bongiorno | 1er septembre 1990 | Italie      | Bardiani CSF                  |  |
| Luca Chirico               | 16 juillet 1992    | Italie      | Bardiani CSF                  |  |
| Giulio Ciccone             | 20 décembre 1994   | Italie      | Colpack                       |  |
| Sonny Colbrelli            | 17 mai 1990        | Italie      | Bardiani CSF                  |  |
| Mirco Maestri              | 26 octobre 1991    | Italie      | General Store Bottoli Zardini |  |
| Stefano Pirazzi            | 11 mars 1987       | Italie      | Bardiani CSF                  |  |
| Lorenzo Rota               | 23 mai 1995        | Italie      | Unieuro Wilier                |  |
| Nicola Ruffoni             | 14 décembre 1990   | Italie      | Bardiani CSF                  |  |
| Paolo Simion               | 10 octobre 1992    | Italie      | Bardiani CSF                  |  |
| Luca Sterbini              | 12 novembre 1991   | Italie      | Bardiani CSF                  |  |
| Simone Sterbini            | 11 décembre 1993   | Italie      | Bardiani CSF                  |  |
| Alessandro Tonelli         | 29 mai 1992        | Italie      | Bardiani CSF                  |  |
| Simone Velasco             | 2 décembre 1995    | Italie      | Zalf Euromobil Désirée Fior   |  |
| Edoardo Zardini            | 2 novembre 1989    | Italie      | Bardiani CSF                  |  |

Portraits
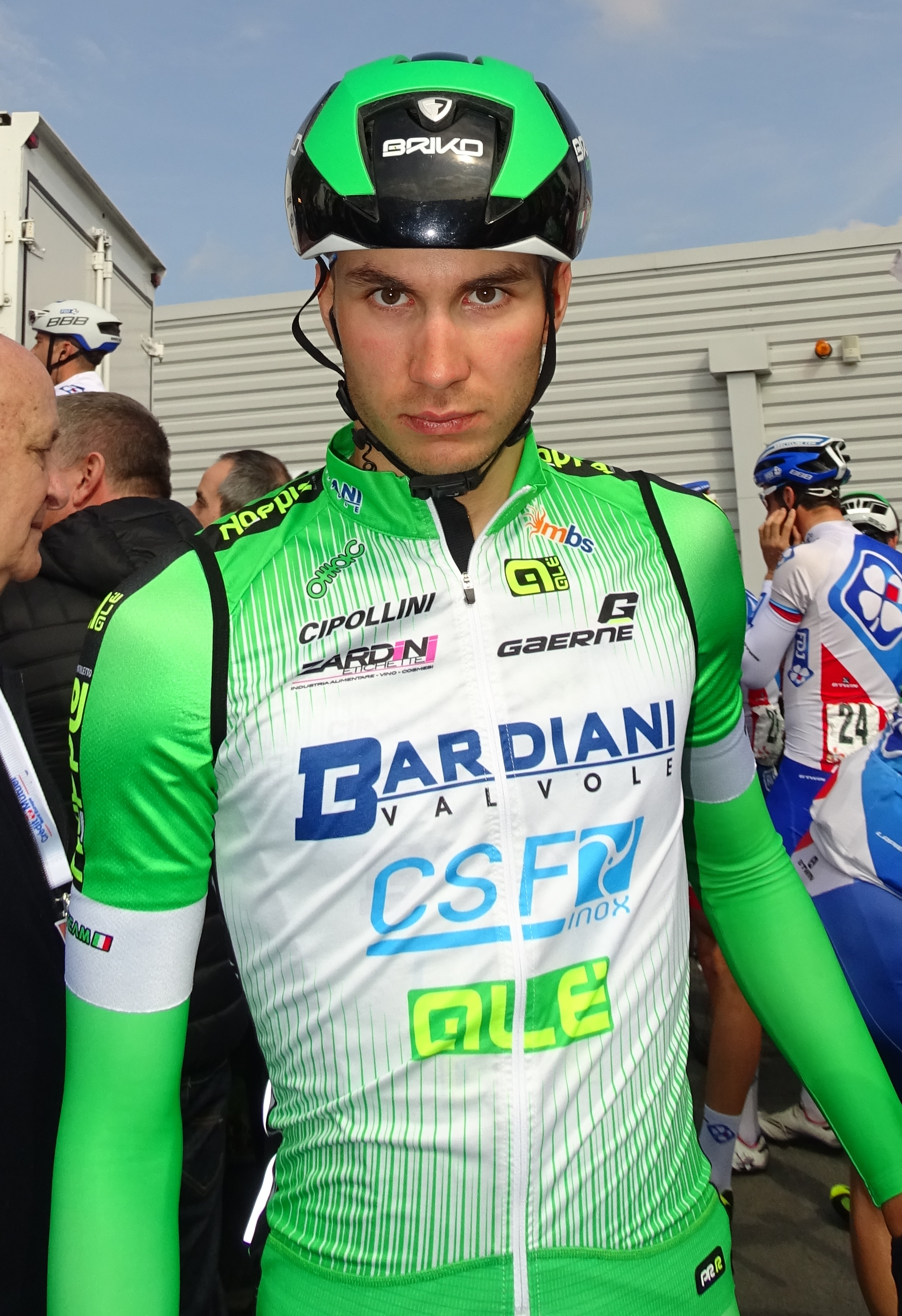
Simone Andreetta.
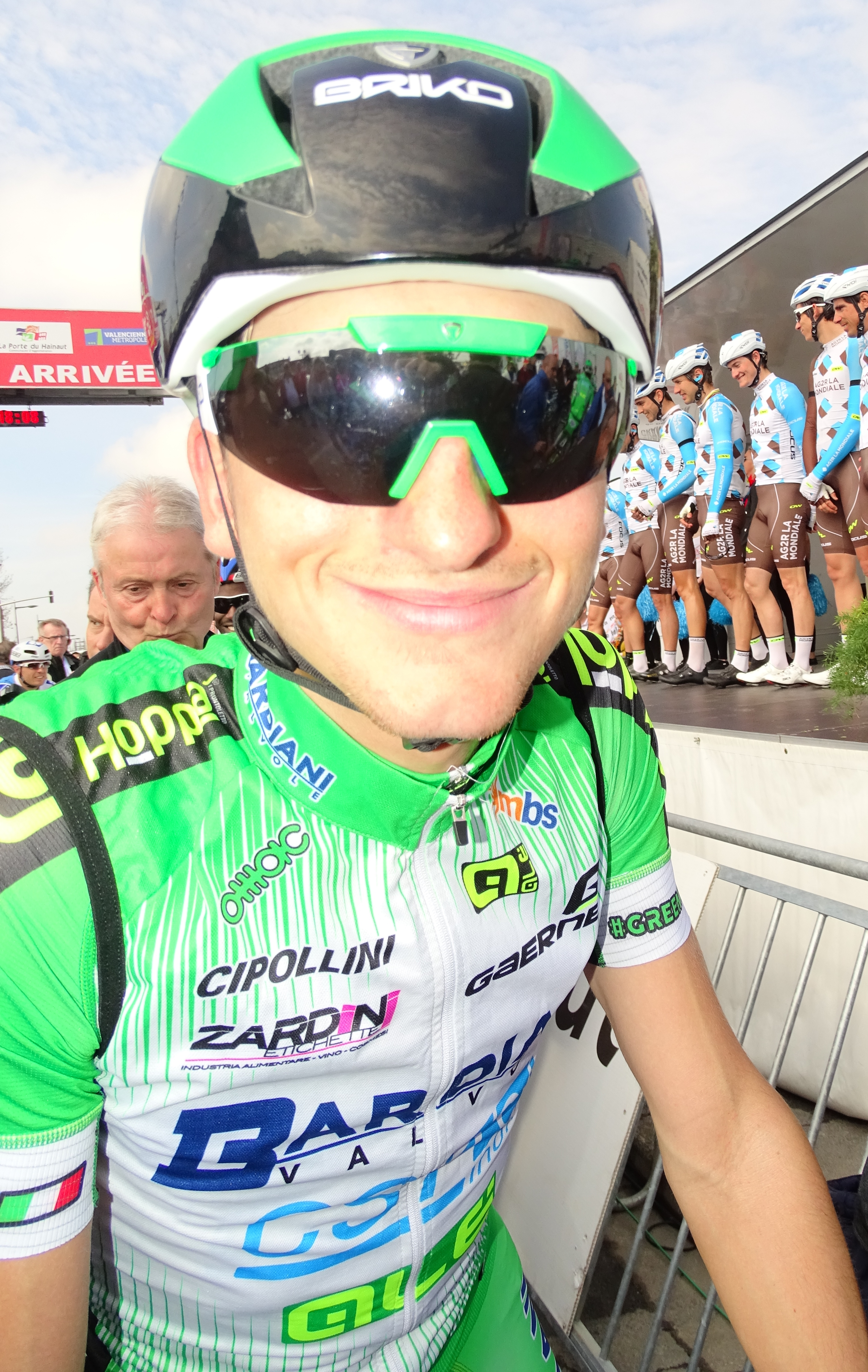
Giulio Ciccone.
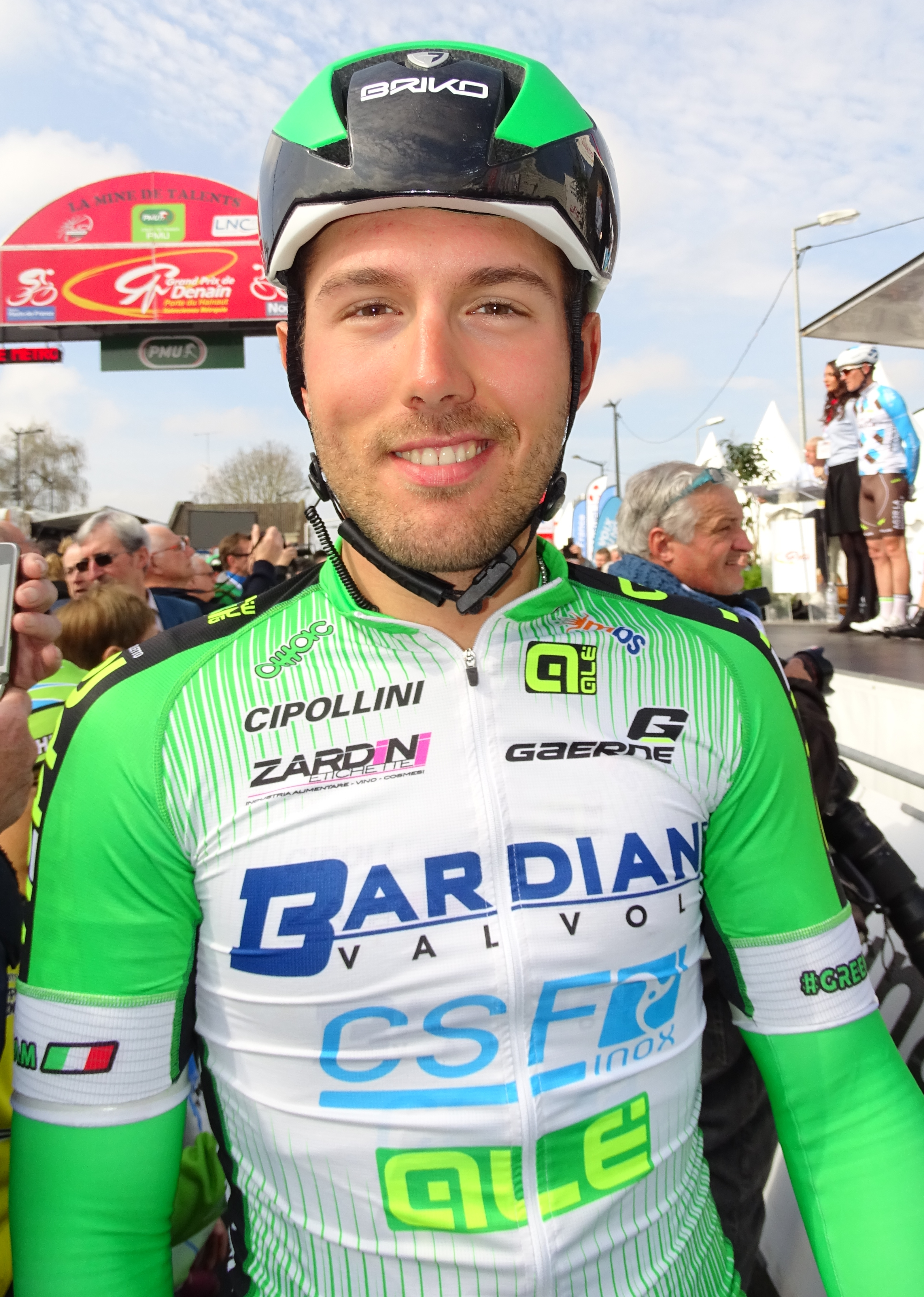
Sonny Colbrelli.
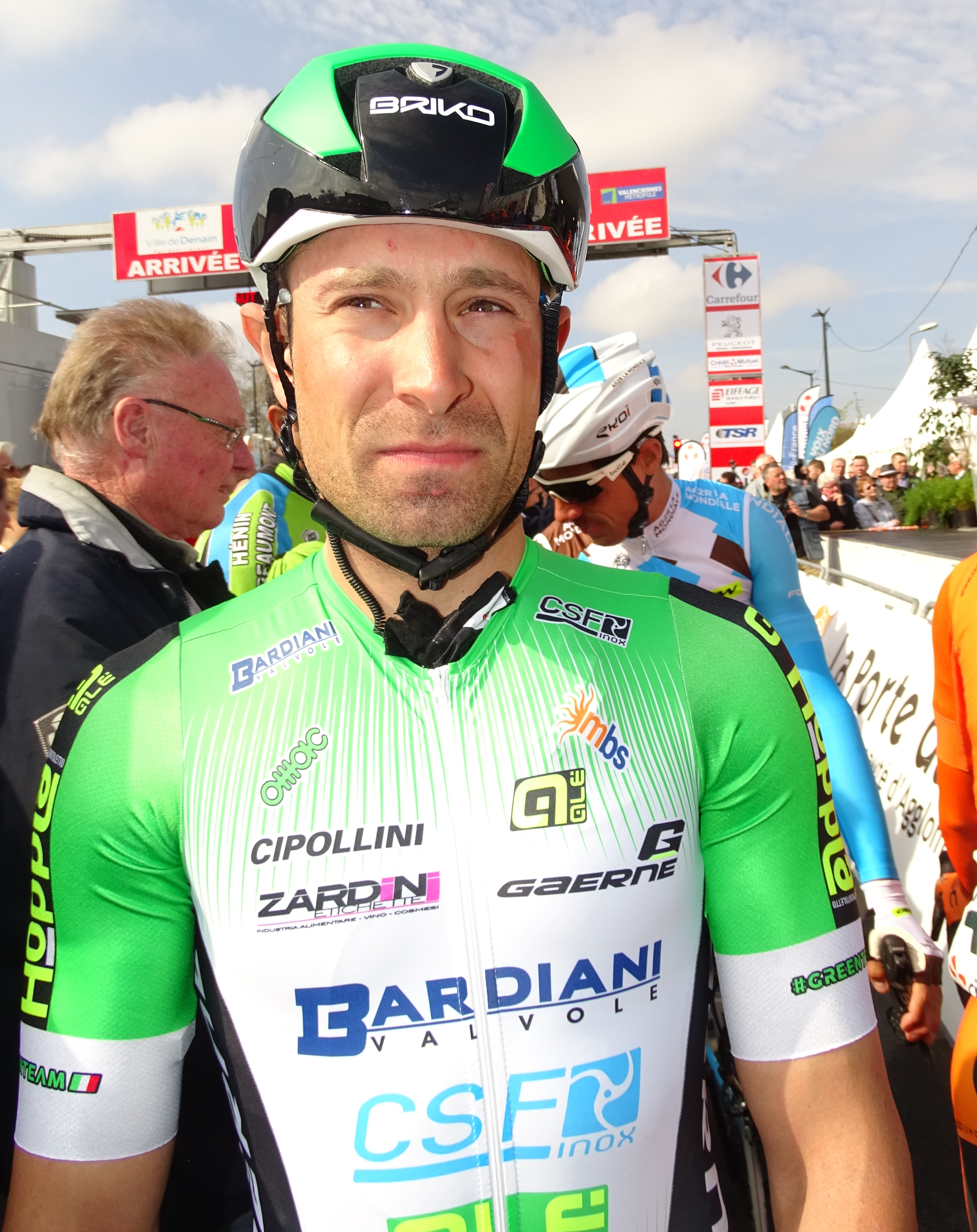
Nicola Ruffoni.

## Bilan de la saison

### Victoires
| Date       | Course                                                 | Pays     | Classe | Vainqueur       |
| ---------- | ------------------------------------------------------ | -------- | ------ | --------------- |
| 28/02/2016 | Grand Prix de Lugano                                   | Suisse   | 1.HC   | Sonny Colbrelli |
| 27/03/2016 | 4e étape de la Semaine internationale Coppi et Bartali | Italie   | 2.1    | Stefano Pirazzi |
| 17/05/2016 | 10e étape du Tour d'Italie                             | Italie   | WT     | Giulio Ciccone  |
| 03/07/2016 | 1re étape du Tour d'Autriche                           | Autriche | 2.1    | Nicola Ruffoni  |
| 07/07/2016 | 5e étape du Tour d'Autriche                            | Autriche | 2.1    | Simone Sterbini |
| 08/07/2016 | 6e étape du Tour d'Autriche                            | Autriche | 2.1    | Nicola Ruffoni  |
| 18/08/2016 | 3e étape du Tour du Limousin                           | France   | 2.1    | Sonny Colbrelli |
| 19/08/2016 | 4e étape du Tour du Limousin                           | France   | 2.1    | Sonny Colbrelli |
| 26/08/2016 | 5e étape du Tour du Poitou-Charentes                   | France   | 2.1    | Sonny Colbrelli |
| 15/09/2016 | Coppa Agostoni                                         | Italie   | 1.1    | Sonny Colbrelli |
| 22/09/2016 | Coppa Sabatini                                         | Italie   | 1.1    | Sonny Colbrelli |
| 25/09/2016 | Grand Prix Bruno Beghelli                              | Italie   | 1.HC   | Nicola Ruffoni  |
| 27/09/2016 | Trois vallées varésines                                | Italie   | 1.HC   | Sonny Colbrelli |

### Résultats sur les courses majeures
Les tableaux suivants représentent les résultats de l'équipe dans les principales courses du calendrier international dans lesquelles l'équipe bénéficie d'une invitation (les cinq classiques majeures et les trois grands tours). Pour chaque épreuve est indiqué le meilleur coureur de l'équipe, son classement ainsi que les accessits glanés par Bardiani CSF sur les courses de trois semaines.

#### Classiques
| Classique            | Milan-San Remo | Tour des Flandres | Paris-Roubaix | Liège-Bastogne-Liège | Tour de Lombardie |
| -------------------- | -------------- | ----------------- | ------------- | -------------------- | ----------------- |
| Coureur (classement) |                |                   |               |                      |                   |

#### Grands tours
| Grand tour           | Tour d'Italie                       | Tour de France | Tour d'Espagne |
| -------------------- | ----------------------------------- | -------------- | -------------- |
| Coureur (classement) | Stefano Pirazzi (18e)               |                |                |
| Accessits            | 1 victoire d'étape (Giulio Ciccone) |                |                |